# اداکامانارهالی، بارگولار
اداکامانارهالی، بارگولار (به انگلیسی: Adakamaranahalli, Bangalore) یک روستا در هند است که در کارناتاکا واقع شده‌است.